# Jeu de pelote
Het jeu de pelote is een vorm van kaatsen, die in bepaalde gebieden in België en Noord-Frankrijk wordt beoefend. Ook in enkele plaatsen in Friesland is het populair. Het wordt gespeeld door twee teams van vijf personen op straatstenen of asfalt, waarop een lang smal veld van 72 meter lang is gemarkeerd. Het jeu de pelote vormde de basis voor de internationale kaatsvariant llargues.

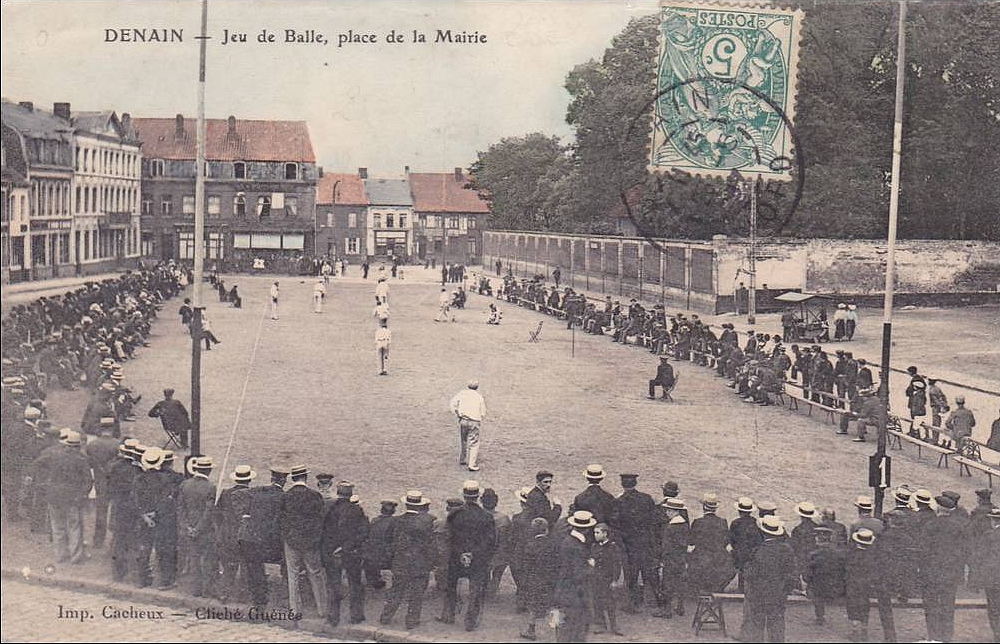
Jeu de balle Denain

## Voorgeschiedenis
Het jeu de pelote is een van de balspelen die zijn afgeleid van het in de 12e eeuw in Picardië ontstane jeu de paume. Het werd een spel dat door adel en gegoede burgerij werd gespeeld in kastelen en overdekte kaatsbanen. Het gewone volk had in de buitenlucht als enige verharde vloer het kerkplein ter beschikking. Daar werd het geregeld verboden vanwege overlast, deels veroorzaakt door drankgebruik, vechten en gokken op de uitslag.
Aan het einde van de 15e eeuw speelde de gegoede stand met rackets, het volk met een handschoen of blote hand. De teams bestonden destijds uit drie spelers en in België werd gespeeld op het platteland en in steden als Gent en Aalst.
In de 16e en 17e eeuw verspreidde het spel zich verder naar Antwerpen, Lierde, Oudenaarde, Zandhoven, Ronse, Bergen, Brugge en Brussel.
In de 18e eeuw daalde de belangstelling in Vlaanderen, maar in Henegouwen nam die juist toe. In Noord-Frankrijk werd in Valenciennes en Maubeuge jeu de pelote gespeeld.
Na de onafhankelijkheid van België in 1830 groeide de populariteit van deze sport verder. Er werd een algemeen geldend spelreglement gemaakt en het oprichten van verenigingen kwam geleidelijk van de grond. In 1902 werd de Fédération Nationale du jeu de balle pelote opgericht.
Vanaf 1888 waren er contacten met Nederlandse verenigingen en speelde men elkaars spelvarianten.

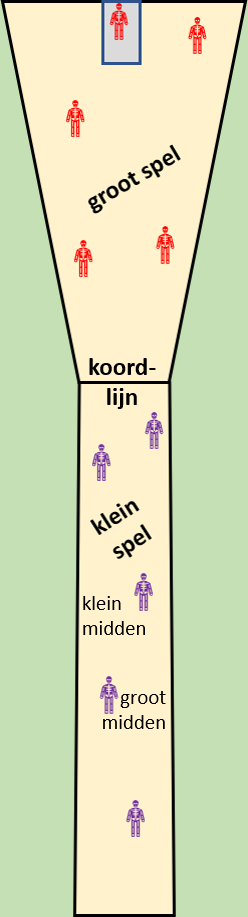
Speelveld en opstelling spelers

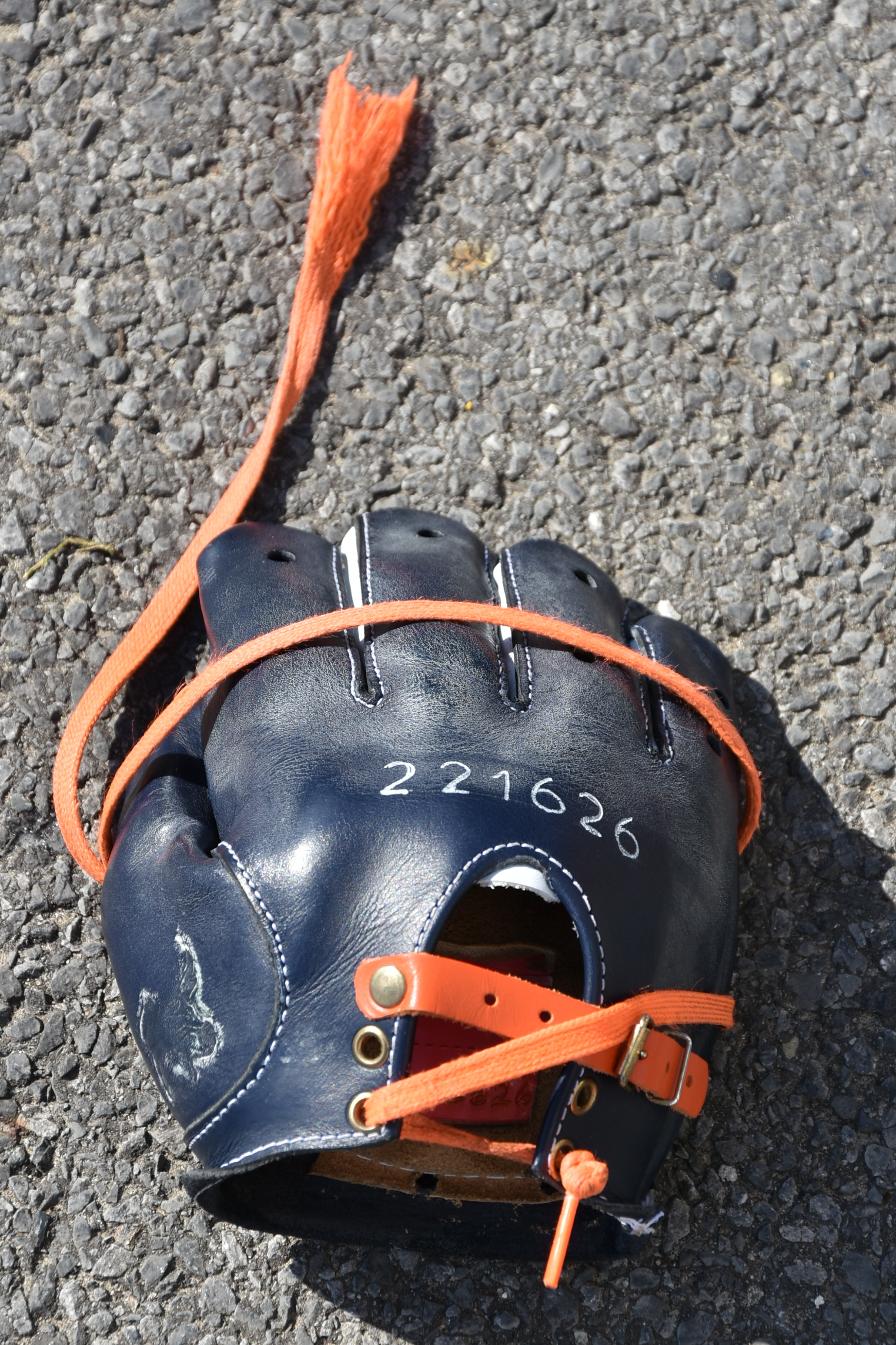
Kaatshandschoen

## Het veld
Het lange veld van 72 meter bestaat uit twee ongelijke vakken. Het opslagvak heet groot spel en is 30 meter lang, het uitslagvak heet klein spel en is 42 meter lang. De grens tussen beide vakken heet koordlijn en is alleen van belang bij de opslag.
Het groot spel heeft een trapeziumvorm, waarvan de lange evenwijdige zijde van 19 meter de achterlijn vormt. Aan het midden van die achterlijn ligt het opslagperk van 5 bij 3 meter. De korte evenwijdige zijde is 7 meter en dat is daar ook de breedte van het klein spel. De achterlijn van het klein spel is 8 meter.
De zijlijnen van het veld worden kwaadlijnen genoemd.

## De puntentelling
Het gaat bij jeu de pelote om het verzamelen van punten door de bal met de hand zo ver mogelijk in het vak van de tegenstander te slaan. De punten die worden toegekend noemt men vijftienen en de telling gaat als bij tennis: 15, 30, 40, spel. Bij kampioenschappen voor senioren wint het team dat het eerst dertien spellen heeft, voor junioren zijn het er tien. Bij toernooien gaat het om vijf of zeven spellen.

## De spelers
Bij het begin van de wedstrijd stellen de vijf spelers van de teams zich op in het vak dat ze hebben geloot. Ze zetten allebei twee spelers bij de koordlijn (koordspelers) en één speler bij de achterlijn. Bij het uitslagteam in het klein spel staat achter de koordspelers een slagspeler in het klein midden en achter hem nog een slagspeler in het groot midden. Op het groot midden wordt vaak de sterkste slagspeler gezet. Bij het opslagteam in het groot spel staat één slagspeler achter de koordspelers en één speler in het opslagperk, de opslager.
De koordspelers hebben de taak de bal meteen terug te slaan of anders een kaats te forceren. Een kaats is een voorlopig onbesliste slag. De slagspelers proberen de bal zover mogelijk te slaan, het liefst meteen over de achterlijn om direct punten te scoren. De spelers bij de achterlijn moeten dat voorkomen.

## Het materiaal
De bal bestond heel lang uit zand en plantaardig materiaal in een leren omhulsel. Er was geen bal gelijk in gewicht en doorsnede. Vanaf midden jaren 1970 wordt gespeeld met een kunststof bal van 50 gram en een diameter van 50 mm.
De handschoen is gemaakt van stevig leer en is aan de binnenkant extra versterkt om de hand te beschermen en om bal een versnelling te geven. Over de grootte en het gewicht van die versterking ontstond in de jaren 1970 en 1980 heftige discussie. Sindsdien zijn de eisen waaraan de handschoen moet voldoen gedetailleerd gespecificeerd. Met een riem en een veter kan de handschoen goed kan worden vastgemaakt.

## Het spel
De bal wordt met blote hand opgeslagen. Het opgooien van de bal gebeurt met dezelfde hand als waarmee wordt opgeslagen. De bal moet over de koordlijn binnen de zijlijnen van het klein spel terechtkomen, daarna mag iedereen de koordlijn overschrijden. Ver opslaan tot over de achterlijn van het klein spel (‘overleveren’) levert punten op. Het terugslaan van de bal gebeurt met een door een handschoen beschermde hand, in de vlucht of na één stuit. Terugslaan tot over de achterlijn van het groot spel levert punten op voor het uitslagteam.
Als een team de bal op of buiten een van de zijlijnen slaat zonder dat de bal eerst binnen het veld een keer heeft gestuit, is de bal kwaad en krijgt het andere team de punten. Als een team een bal twee keer achter elkaar de bal raakt vòòr de tweede stuit gaan de punten naar het andere team. Dat gebeurt ook als een speler de bal ergens anders op zijn lichaam krijgt dan op de hand of de onderarm.
Als de bal na een slagenwisseling na één stuit over een kwaadlijn buiten het veld terechtkomt, wordt die plek aan de rand van het speelveld als kaats gemarkeerd. Ook als binnen het veld de bal ergens wordt gestopt, wordt ter hoogte van die plek aan de rand van het veld een markering geplaatst. Nadat er twee kaatsen zijn gemaakt (of één als een team al 40 punten heeft) wisselen de teams van vak en wordt er gespeeld om de kaatsen in de volgorde zoals ze zijn gemaakt. Het team dat de bal verder slaat dan de markering wint de punten.

## Opeenvolgende spelmomenten

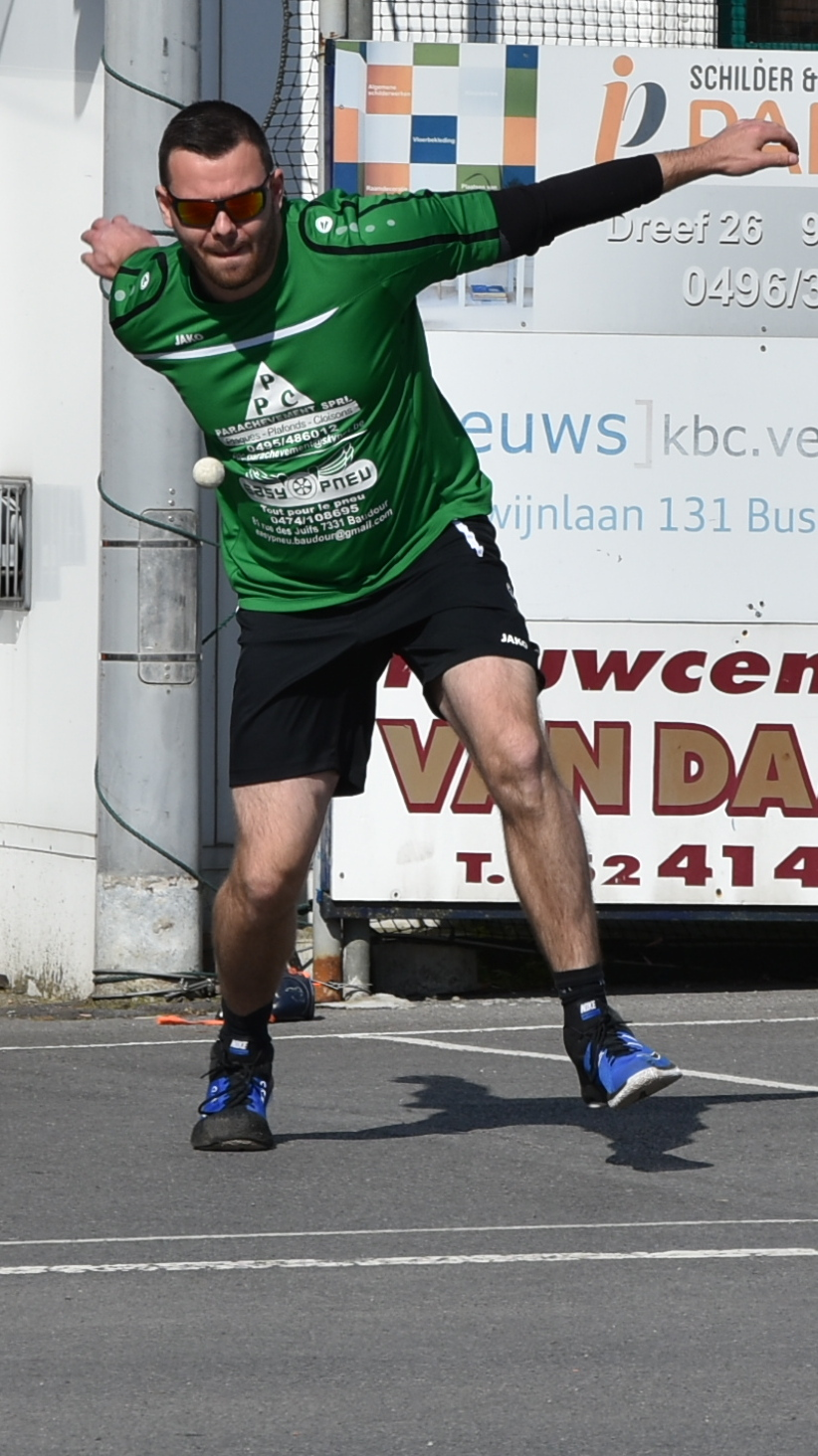
opgooi en opslag door het groene team
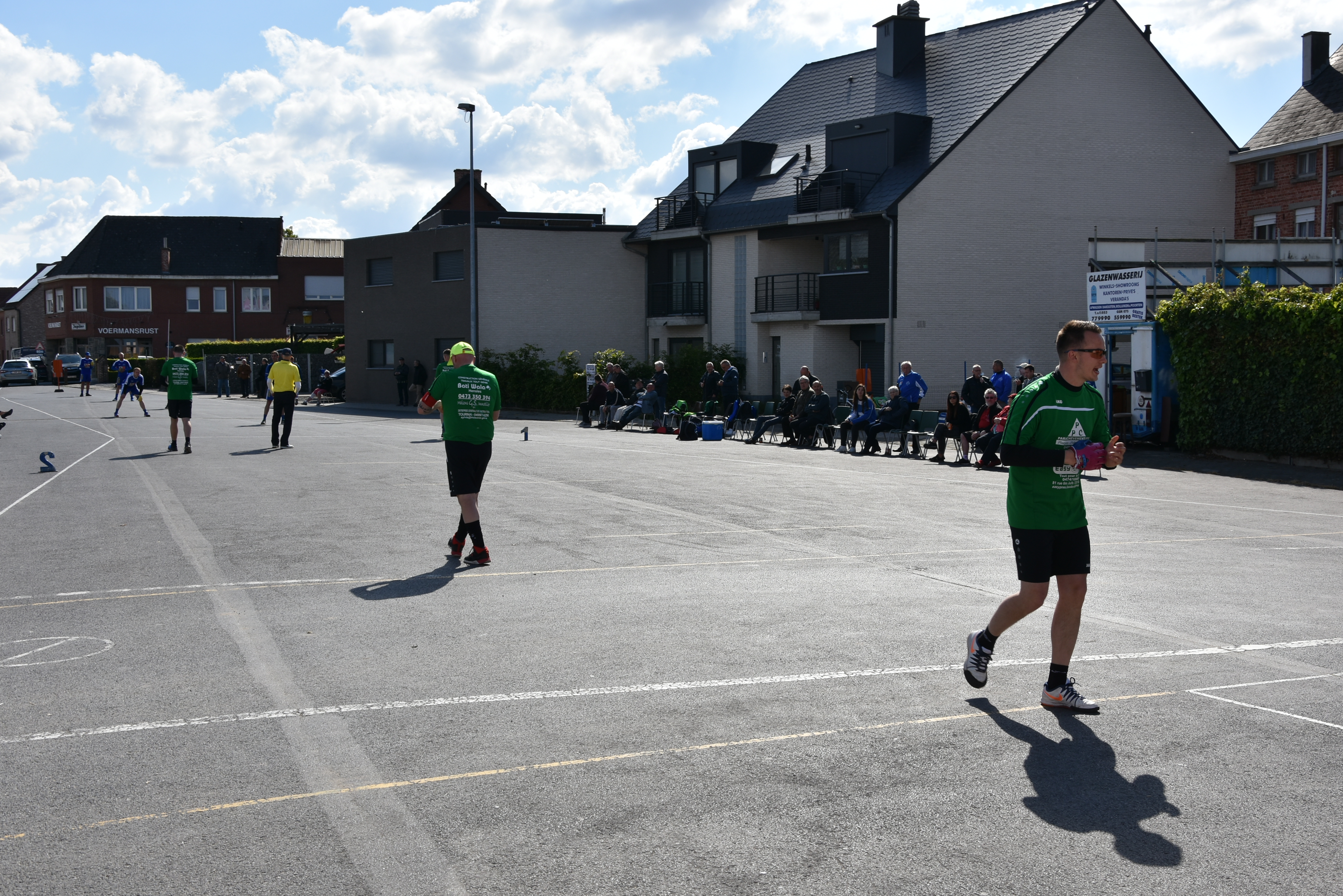
speelveld gezien vanaf 'groot spel'
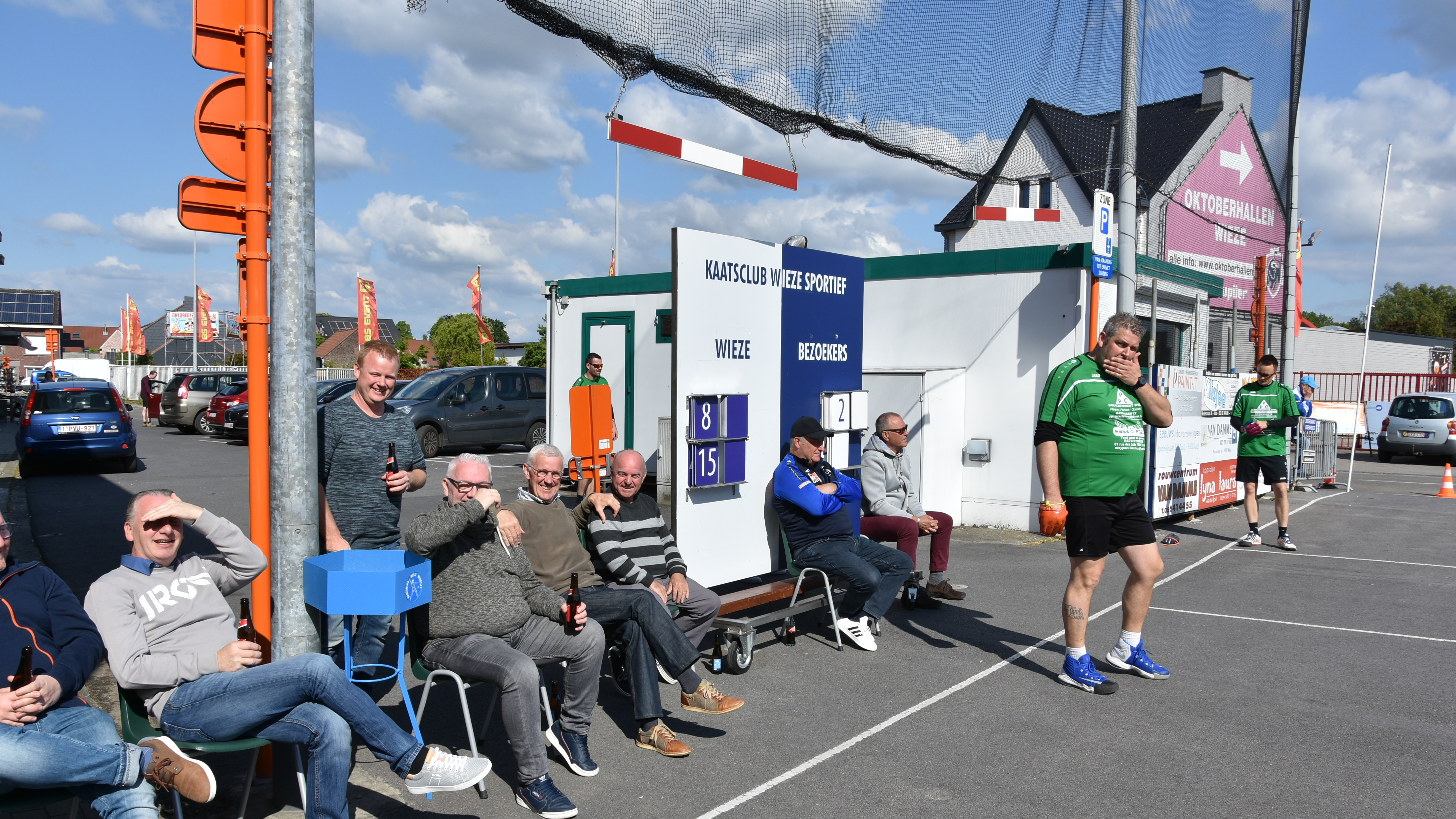
bord met puntentelling
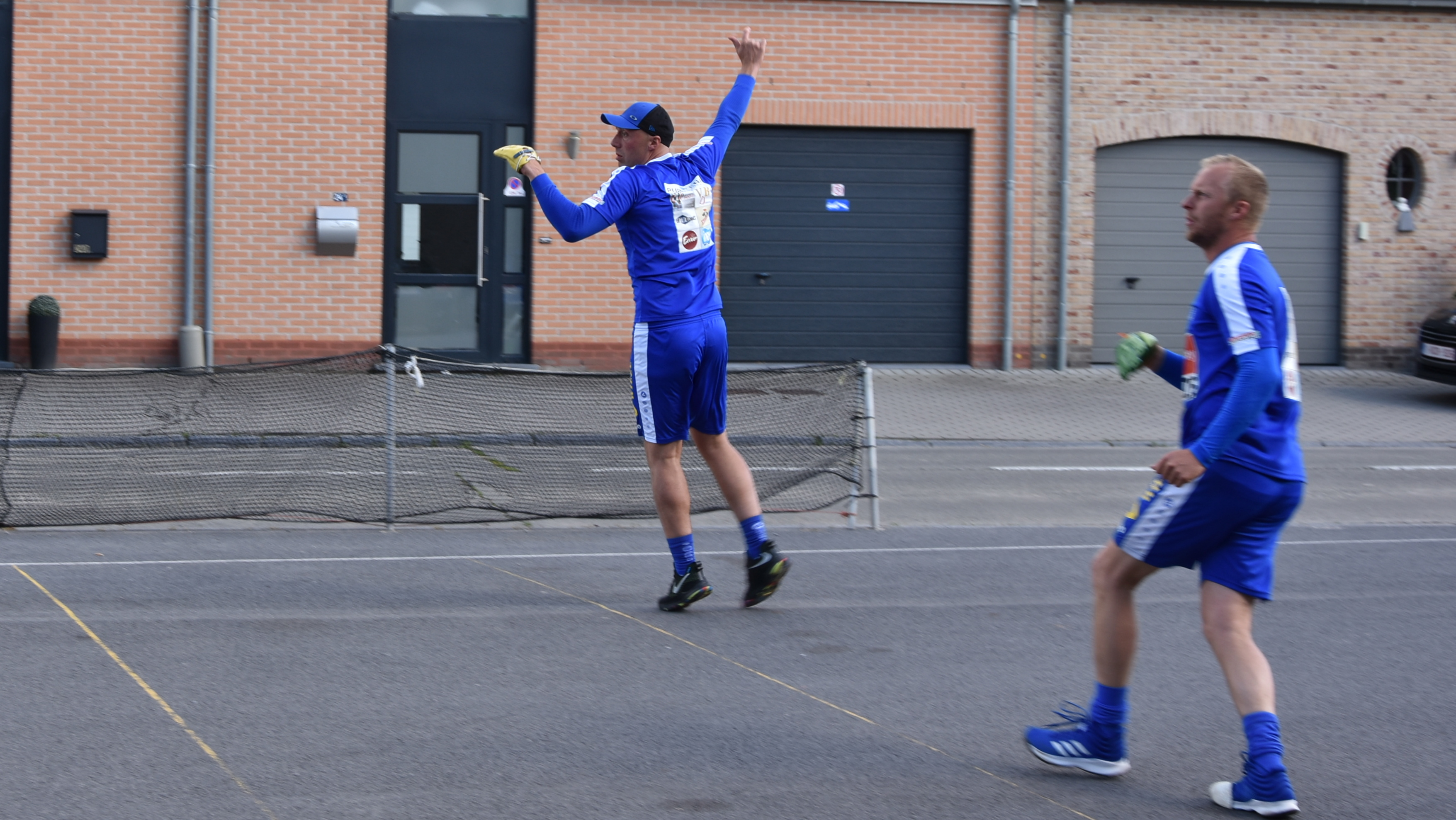
slagspelers blauwe team slaan bal terug
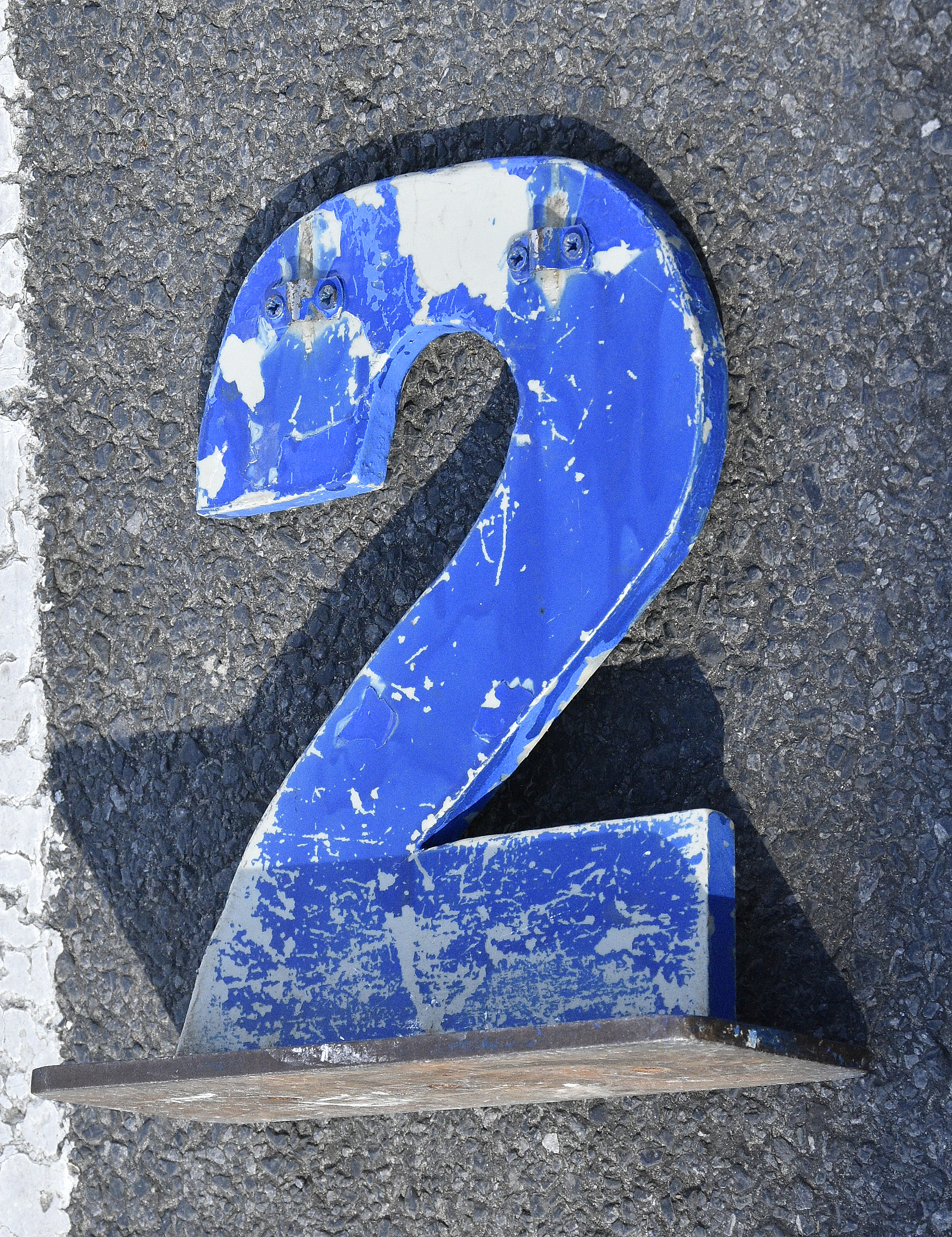
markering van de 2e kaats
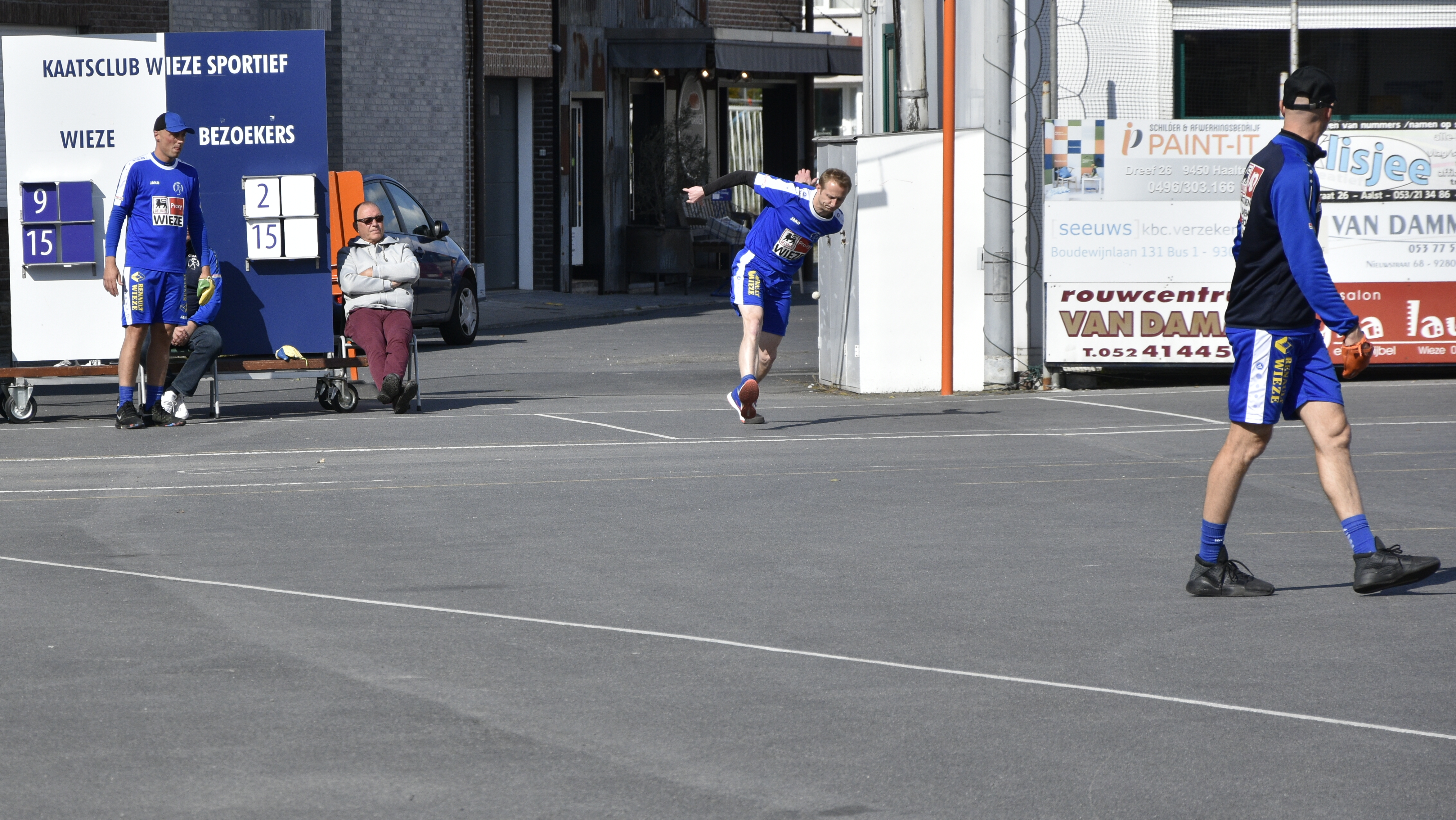
na wisseling slaat het blauwe team op

## 21e eeuw
Het jeu de pelote wordt gespeeld in de Belgische provincies Namen, Henegouwen, Waals-Brabant, Vlaams-Brabant en Oost-Vlaanderen en in de Franse vallei van de Samber en in Valenciennes.
Onder de Federation des jeux de paume Wallonie – Bruxelles valt het balle pelote. De Kaatsentiteit Vlaanderen verzorgt de wedstrijden jeu de pelote voor de Vlaamse gebieden.
In Friesland spelen diverse kaatsverenigingen jeu de pelote. Er wordt jaarlijks het Iepen Frysk Kampioenskip (IFK), gehouden en de kaatsfederatie Littenseradiel werkt in de zomermaanden een wekelijkse competitie af voor mannen en voor vrouwen.

De Confédération Internationale du Jeu de Balle (CIJB) heeft met het jeu de pelote als basis de internationale kaatsvariant llargues ontwikkeld.